# Guerra de narcos
Guerra de narcos (títol original en xinès, 掃毒3人在天涯; en pinyin, Sǎo Dú Sān Rén Zài Tiān Yá) és una pel·lícula d'acció de Hong Kong del 2023 dirigida per Herman Yau i protagonitzada per Aaron Kwok, Louis Koo i Sean Lau. La pel·lícula és una seqüela temàtica de la pel·lícula del 2019 The White Storm 2: Drug Lords, amb una nova història i uns nous personatges. S'ha doblat i subtitulat al català.
La pel·lícula es va anunciar el març de 2020, i la producció estava prevista per al juliol del mateix any. Després de patir per diversos retards a causa de la pandèmia de la COVID-19, la producció va començar el juny de 2021 i va acabar l'octubre de 2021. Es va estrenar el 27 de juliol de 2023.